# Baharli (Zangilan)
Pour l’article homonyme, voir Baharli (Aghdam).
Baharli est un village de la région de Zangilan en Azerbaïdjan.

## Histoire
En 1993-2020, Baharli était sous le contrôle des forces armées arméniennes. Le 21 octobre  2020, le village de Baharli a été restitué sous le contrôle de l'Azerbaïdjan.

## Géographie
Le village de Baharli est situé au confluent de Basittchay et d'Araxe, où se trouvent les deuxièmes forêts de platanes du monde et les premières d'Europe.

## Population
Trente familles vivaient dans ce village avant l'occupation arménienne.